# Bhagat Singh Thind
Pour les articles homonymes, voir Singh.
Ne doit pas être confondu avec Bhagat Singh.
 (décembre 2015).
Si vous disposez d'ouvrages ou d'articles de référence ou si vous connaissez des sites web de qualité traitant du thème abordé ici, merci de compléter l'article en donnant les références utiles à sa vérifiabilité et en les liant à la section « Notes et références ».
Bhagat Singh Thind est un écrivain indo-américain né au Pendjab en 1892 et mort aux États-Unis en 1967, qui contribua à améliorer les droits civiques des Indiens résidant aux USA.
Le jugement qui l'a opposé à l'état américain United States v. Bhagat Singh Thind (en) a donné l'occasion à la Cour suprême des États-Unis de statuer sur la race en 1923.

## Publications
- Radiant Road to Reality
- Science of Union with God
- The Pearl of Greatest Price
- House of Happiness
- Jesus, The Christ: In the Light of Spiritual Science (Vol. I, II, III)
- The Enlightened Life
- Tested Universal Science of Individual Meditation in Sikh Religion
- Divine Wisdom (Vol. I, II, III)

### Publications posthumes
- Troubled Mind in a Torturing World and their Conquest
- Winners and Whiners in this Whirling World